# Kesselwandspitze
Kesselwand Spitze är en bergstopp i Österrike.   Den ligger i distriktet Imst och förbundslandet Tyrolen, i den västra delen av landet, 500 km väster om huvudstaden Wien. Toppen på Kesselwand Spitze är 3 260 meter över havet.
Terrängen runt Kesselwand Spitze är bergig norrut, men söderut är den kuperad. Runt Kesselwand Spitze är det mycket glesbefolkat, med 6 invånare per kvadratkilometer.. Närmaste större samhälle är Obergurgl, 17,8 km öster om Kesselwand Spitze. 
Trakten runt Kesselwand Spitze består i huvudsak av gräsmarker.